# Terminator: Mroczne przeznaczenie
Terminator: Mroczne przeznaczenie (ang. Terminator: Dark Fate) –  fantastycznonaukowy film akcji z 2019 roku w reżyserii Tima Millera. Jego scenariusz napisali David S. Goyer, Justin Rhodes i Billy Ray. 
Jest to szósty pełnometrażowy film serii Terminator i zarazem pierwszy od 28 lat produkowany przez twórcę filmowej serii – Jamesa Camerona. Światowa premiera filmu odbyła się 23 października 2019 roku w Wielkiej Brytanii; amerykańska 1 listopada 2019, z kolei polska 8 listopada. W rolach głównych wystąpili: Arnold Schwarzenegger, Linda Hamilton, Natalia Reyes, Gabriel Luna, Mackenzie Davis oraz Diego Boneta.

## Fabuła
Akcja filmu rozgrywa się 25 lat po zniszczeniu fabryki komputerów Cyberdyne Systems przez Sarę i Johna Connorów w poprzedniej części filmu. Dzień sądu został powstrzymany, a do wojny ludzi ze Skynetem nigdy nie doszło. W 2020 roku pojawia się jednak przysłany z przyszłości nowoczesny model Terminatora Rev-9 (Gabriel Luna) z misją zlikwidowania Dani Ramos (Natalia Reyes) – dziewczyny, która w przyszłości ma stanąć na czele ruchu oporu w wojnie ze sztuczną inteligencją o nazwie „Legion”. Na ratunek młodej Dani zostaje przysłana Grace (Mackenzie Davis) – kobieta posiadająca cybernetyczne usprawnienia dające jej nadludzką siłę i szybkość. W obronie przyszłej przywódczyni ruchu oporu pomaga także Sarah Connor (Linda Hamilton) odpowiedzialna za zniszczenie fabryki Cyberdyne Systems oraz przestarzały, pochodzący z ery Skynetu model Terminatora – T-800 (Arnold Schwarzenegger).

## Obsada
| Postać          | Aktor                            | Polski dubbing            |
| --------------- | -------------------------------- | ------------------------- |
| Terminator/Carl | Arnold Schwarzenegger            | Leon Charewicz            |
| Sarah Connor    | Linda Hamilton                   | Katarzyna Gniewkowska     |
| Rev-9           | Gabriel Luna                     | Michał Mikołajczak        |
| Dani Ramos      | Natalia Reyes                    | Karolina Kalina-Bulcewicz |
| Diego Ramos     | Diego Boneta                     | Damian Kulec              |
| Vincente Ramos  | Enrique Arce                     | ?                         |
| Grace           | Mackenzie Davis                  | Wiktoria Gorodeckaja      |
| Felipe Gandal   | Tristán Ulloa                    | Szymon Kuśmider           |
| Alicia          | Alicia Borrachero                | Beata Łuczak              |
| Rigby           | Steven Cree                      | Szymon Mysłakowski        |
| Major Dean      | Fraser James                     | Mirosław Zbrojewicz       |
| William Hardell | Tom Hopper                       | ?                         |
| John Connor     | Jude Collie Aaron Kunitz (głos)  | ?                         |
| Młody T-800     | Brett Azar                       | –                         |
| Maggie          | Kacy Owens                       | ?                         |
| Peter Silberman | Earl Boen (materiały archiwalne) | ?                         |

## Produkcja

### Rozwój projektu
W styczniu 2017 roku ogłoszono, że powstanie szósty film z cyklu Terminator, a wyprodukuje go James Cameron, który doszedł do porozumienia z wytwórnią posiadającą prawa do marki. Cameron powierzył reżyserię filmu Timowi Millerowi, sam zaś pozostał pomysłodawcą fabuły. Twórcy zapowiedzieli nową produkcję jako reboot serii, który zapoczątkuje oddzielną trylogię filmową zaplanowaną przez Camerona. Poinformowano także, że nie będzie ona uwzględniała części III-V (Bunt maszyn, Ocalenie, Genisys), ponieważ Cameron nie chciał korzystać z elementów wprowadzonych do serii bez swojego udziału; szósty film cyklu jest bezpośrednią kontynuacją filmu Terminator 2: Dzień sądu z 1991. Cameron stwierdził, iż wszystkie dotychczasowe filmy nakręcone bez jego własnego zaangażowania można uznać za „zły sen” bądź „alternatywną linię czasu”, która jest dopuszczalna w owym uniwersum.

### Pre-produkcja
We wrześniu 2017 roku potwierdzono, iż Tim Miller został reżyserem filmu. Do projektu zaangażowano grupę scenarzystów: Davida S. Goyera, Justina Rhodesa, Charlesa H. Eglee oraz Josha Friedmana (twórcę serialu Terminator: Kroniki Sary Connor), której zlecono napisanie fabuły na całą trylogię pod nadzorem Camerona i Millera. W listopadzie tego samego roku do grona scenarzystów dołączył Billy Ray, któremu powierzono dopracowanie scenariusza. W styczniu 2018 roku, główny scenarzysta filmu – David Goyer – ujawnił, że ukończył pisanie wersji roboczej scenariusza. Planowany okres kręcenia zdjęć został przesunięty z marca 2018 na czerwiec, co Cameron wytłumaczył castingiem do nowej roli pierwszoplanowej.

### Casting
W maju 2017 roku potwierdzono, iż znany z występów w poprzednich częściach serii Arnold Schwarzenegger ponownie wystąpi w roli tytułowej. We wrześniu tego samego roku z kolei ogłoszono, że w filmie do swojej roli ma także wrócić Linda Hamilton, która występowała w roli Sary Connor w dwóch pierwszych częściach filmu. 8 marca 2018 roku poinformowano, że w filmie wystąpi Mackenzie Davis (m.in. Blade Runner 2049). Miesiąc później ogłoszono, że do obsady dołączyli: Gabriel Luna, Natalia Reyes oraz Diego Boneta w rolach bohaterów pierwszoplanowych. Ponadto do filmu zaangażowano także Bretta Azara, który, podobnie jak w przypadku Terminator: Genisys, zagrał młodego T-800 przy czym jego głowa została zastąpiona komputerowo wygenerowanym wizerunkiem twarzy młodego Schwarzeneggera. Podobny zabieg postanowiono zastosować w przypadku innej postaci – młodego Johna Connora, którego zagrał Jude Collie, zaś dzięki grafice komputerowej posiada on twarz młodego Edwarda Furlonga – odtwórcy roli Connora w filmie Terminator 2: Dzień sądu.

### Zdjęcia
Kręcenie filmu rozpoczęto w maju 2018. Ponieważ w 2017 roku w Meksyku doszło do zabójstwa jednego z członków ekipy filmowej kręcącej Narcos: Meksyk, sceny Mrocznego przeznaczenia osadzone w tym mieście zostały sfilmowane w Hiszpanii – kręcenie filmu odbywało się m.in. w Islecie del Moro w prowincji Almería oraz w Madrycie, w dzielnicach Pueblo Nuevo i Lavapiés. W późniejszym czasie sceny filmowano też na Węgrzech (Budapeszt) oraz w Stanach Zjednoczonych. Kręcenie zdjęć dobiegło końca na początku listopada 2018.

## Premiera
Światową premierę filmu pierwotnie planowano na 26 lipca 2019 roku, jednak po kilkukrotnym jej przesunięciu ostatecznie odbyła się 23 października 2019 w Wielkiej Brytanii. Produkcja w Stanach Zjednoczonych zadebiutowała 1 listopada 2019, a w Polsce 8 listopada, tydzień później.

## Odbiór

### Box office
Film zarobił ponad 62 miliony dolarów w Stanach Zjednoczonych i Kanadzie oraz blisko 199 milionów w innych krajach świata. Łączny przychód ze sprzedaży biletów wyniósł ponad 261 milionów dolarów, przy budżecie wynoszącym około 185 mln.

### Krytyka w mediach
Film spotkał się głównie z pozytywnym odbiorem recenzentów. W serwisie Rotten Tomatoes 70% krytyków oceniło film pozytywnie (wynik na podstawie 349 recenzji), zaś średnia ocen wyniosła 6,20/10.

## Kontynuacje
James Cameron początkowo chciał aby Mroczne przeznaczenie było pierwszą częścią w nowej trylogii o zaplanowanej przez niego fabule, jednakże plany te zostały porzucone z powodu nieoczekiwanie niskiego wyniku finansowego filmu. 